# Buczynowe Siodło
Buczynowe Siodło – niewielka, dość szeroka przełączka w południowej grzędzie Wielkiej Buczynowej Turni w polskich Tatrach Wysokich. Przekracza ją szlak Orlej Perci, który na tym odcinku trawersuje południowe zbocza Wielkiej Buczynowej Turni ponad lodowcowym kotłem Dolinki Buczynowej. Po przekroczeniu Buczynowego Siodła szlak turystyczny schodzi w dół do żlebu spadającego z Buczynowej Przełęczy. Jego dno osiąga po około 100 m. Zejście to częściowo ubezpieczone jest łańcuchem.
Nazwę przełęczy podał Władysław Cywiński w 18 tomie szczegółowego przewodnika „Tatry”. Przełęcz jest niewielka, ma jednak znaczenie orientacyjne, zarówno dla turystów, jak i taterników. Po południowej stronie przełęczy, tuż nad szlakiem Orlej Perci w grzędzie przełęczy wznosi się na wysokość kilku metrów skalista kopka, a poniżej niej grzędę przecina Buczynowa Szczerbinka. Poniżej niej wznosi się Buczynowa Turniczka. Obszar ten dopuszczony jest do uprawiania wspinaczki skalnej i prowadzą tędy drogi wspinaczkowe.

## Szlak turystyczny
– szlak Orlej Perci.
- Czas przejścia z Zawratu na Krzyżne: 6:40 h
- Czas przejścia z Krzyżnego na Kozi Wierch (część Zawrat – Kozi Wierch jest jednokierunkowa!): 3:35 h.